# Metalcore
Genres associés
Deathcore, mathcore, metalcore mélodique, post-hardcore
Le metalcore est un genre dérivé du heavy metal et du punk hardcore ayant essentiellement émergé aux États-Unis à la fin des années 1980. Il existe deux genres de metalcore : le metalcore original, qui conserve les riff du punk hardcore et la brutalité du heavy metal, et le metalcore mélodique qui combine les sons et les traits du death metal mélodique avec le punk hardcore, metalcore et parfois emo.
Dans le sens large et généralisé, le metalcore est le résultat des nouvelles structures intégrées par certains musiciens de hardcore à leur musique et créent le new school puis le metalcore : le son est plus lourd, le rythme plus lent, les solos de guitare un peu plus nombreux, le chant moins aigu et beaucoup plus hurlé. Les scènes underground de ce genre n'échappent pas à la médiatisation et au phénomène internet.

## Histoire

### Précurseurs
Black Flag et Bad Brains, parmi d'autres de la scène hardcore, ont admiré et popularisé Black Sabbath. Des groupes britanniques de street punk tels que Discharge et The Exploited se sont également inspirés du heavy metal. Le groupe Misfits publie son album intitulé Earth A.D., qui influencera particulièrement le thrash. Un mélange de metal et de hardcore se popularise dans la scène crossover thrash, et qui été joué dans un club de Berkeley appelé Ruthie's, en 1984. Le terme « metalcore » est originellement utilisé par les groupes pour désigner ce mélange musical. Les groupes de punk hardcore Corrosion of Conformity, Dirty Rotten Imbeciles et Suicidal Tendencies jouent en compagnie d'autres groupes thrash metal tels que Metallica et Slayer. Cette scène influence la vague skinhead du New York hardcore, qui commence en 1984, et qui impliquaient des groupes tels que Cro-Mags, Murphy's Law, Agnostic Front et Warzone. Les Cro-Mags sont l'un de ces groupes les plus influents, du même gabarit que Bad Brains, Motörhead et Black Sabbath. Les Cro-Mags se sont également popularisés parmi le public straight edge et chez les Hare Krishna. D'autres groupes straight edge originaires de New York influencé metal incluent Crumbsuckers (en), formé en 1982.

### Metallic hardcore / hardcore metal

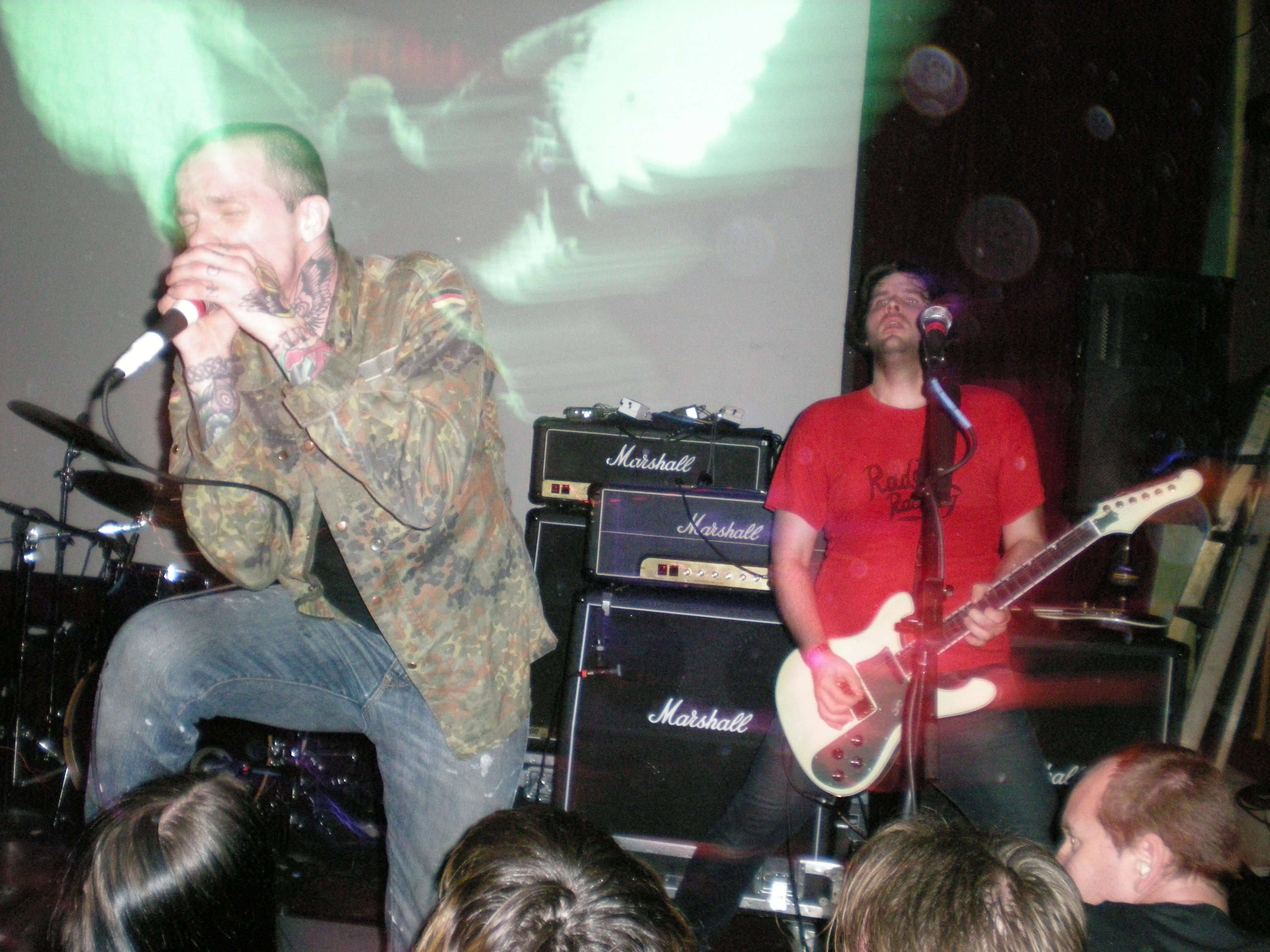
Converge, groupe metalcore formé en 1990.

Entre 1989 et 1995, de nouveaux groupes hardcore font leur apparition comme Rorschach (en), Integrity, Starkweather, Ringworm, Earth Crisis,, Converge, Merauder, All Out War, Bloodlet, Gehenna, Shai Hulud,,, Strife, Vision of Disorder et Hatebreed,. Certains groupes comme Integrity ou Merauder s'inspirent du thrash metal de Slayer et Sepultura, tandis qu'Earth Crisis, Starkweather et All Out War s'inspirent du death metal. L'album d'Earth Crisis intitulé Destroy the Machines est une source particulière d'inspiration. Biohazard, Coalesce et Overcast sont également des groupes importants de la scène metal hardcore,. Hearts Once Nourished with Hope and Compassion de Shai Hulud sera une influence importante durant la fin de la décennie,,.

### Succès commercial
Au début des années 2000, le metalcore émerge comme son propre genre musical, grâce à de nombreux labels indépendants comme Century Media et Metal Blade, qui passent un contrat avec des groupes metalcore. Dès 2004, le troisième album de Killswitch Engage, The End of Heartache, et l'album The War Within de Shadows Fall's, atteignent les 21e et 20e places, respectivement, du classement des albums Billboard. Le single du groupe All That Remains intitulé Two Weeks atteint la neuvième place des classements musicaux Mainstream Rock aux États-Unis ; il atteint la trente-huitième place des classements Modern Rock Tracks. En 2007, Le single Nothing Left du groupe As I Lay Dying est nommé pour le Grammy award dans la catégorie « meilleures performances metal ». An Ocean Between Us (l'album qui inclut la chanson Nothing Left) est un succès commercial, atteignant la 8e place du Billboard 200. Le second album du groupe metalcore Bullet for My Valentine, Scream Aim Fire, atteint la 4e place du Billboard 200 plus tard dépassé par leur troisième album en 2010 Fever, ayant atteint la 3e place des classements, vendu à plus de 71 000 exemplaires dès sa première semaine aux États-Unis et à plus de 21 000 au Royaume-Uni. Le cinquième album d'Underoath, Define the Great Line, est commercialisé en 2006, et atteint la deuxième place du Billboard 200, vendu à 98 000 dès sa première semaine.
The Devil Wears Prada obtient du succès avec son album With Roots Above and Branches Below qui atteint la onzième place du Billboard 200. Trivium rencontre également un très grand succès, atteignant le top 25 des charts dans de nombreux pays, dont les États-Unis, et le top 10 en Australie et au Royaume-Uni. Hatebreed, God Forbid, et As I Lay Dying se placent également dans les classements.
L'album d'Underoath, Lost in the Sound of Separation atteint la huitième place du Billboard 200 et se vend à plus de 56 000 exemplaires durant sa première semaine rien qu'aux États-Unis ; l'album de Killswitch Engage du même nom atteint la 7e place du Billboard 200 et s'est vendu à plus de 58 000 exemplaires. Reckless and Relentless du groupe britannique Asking Alexandria, atteint la 9e place du Billboard 200, et se vend à 31 000 dès sa première semaine. L'album 2011 Dead Throne de The Devil Wears Prada débute à la 9e place du Billboard 200 se vend à 32 400 dès sa première semaine. Cependant, la majorité des groupes metalcore sont underground.

## Caractéristiques
Le metalcore se caractérise avant tout comme une musique mettant l'accent sur les breakdowns qui sont lents, et les passages intenses qui sont propices au moshing. Il garde généralement les riffs et les rythmes du punk hardcore mais propose une « brutalité » plus proche de celle du metal parfois associée à des refrains à la voix claire. Il se distingue particulièrement par un son de guitare plein, rond et précis, ainsi qu'une structure syncopée et un rythme très coupé.

### Guitare

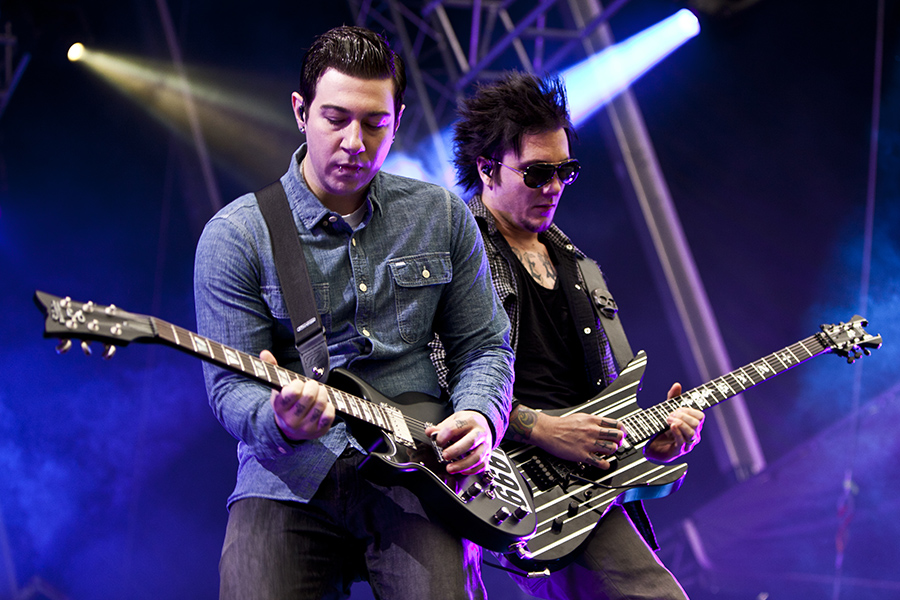
Zacky Vengeance et Synyster Gates en 2011.

De manière générale les guitares sont accordés de façon plus grave afin d'alourdir les riffs. Les accordages les plus courant sont les Drop D, et Drop C. Le Drop D consiste à abaisser d'un ton la corde de Mi grave, afin d'obtenir un le Ré. Pour le Drop C le principe est identique, mais toutes les cordes sont accordés en plus un ton plus bas. Plus récemment, certains groupes sont connus pour accorder aussi bas que drop G1 et même F # 1. Certains groupes (par exemple Avenged Sevenfold et Killswitch Engage) utilisent également un son propre (clean), sans distorsion lors de certains passages de leurs compositions. Les guitaristes de metalcore ont de plus en plus recours à des pédales de distorsions très puissantes comme la Boss ML-2 Metal Core et la DigiTech Death Metal. Certains guitaristes exploitent énormément leurs sons avec des pédales d'effets autre que la distorsion comme avec des slight reverb et des wah-wah, où bloquer les cordes pour couper le son et contrôler le rack dû à la distorsion (c'est le cas avec Synyster Gates qui utilise par exemple une Jim Dunlop Crybaby RackWah, une Voodoo Labs GCX Guitar Audio Switcher rack unit et une Voodoo Labs DMC Ground Control Pro)[réf. nécessaire].

### Basse
La basse sert généralement à approfondir le son : elle est souvent noyée dans le mixage, suivant les guitares ou étant recouverte par l'omniprésence de la batterie. On peut mieux l'entendre lorsque guitares et batteries se taisent (lors de break par exemple). Le son de la basse peut être relativement clair ou avoir une distorsion énorme, lui conférant un son proche de la guitare (comme Avenged Sevenfold ou Biohazard). La basse transforme les croches en triolets et les morceaux sont majoritairement joués à l’octave en dessous du A# normal, certains bassistes ont apporté une touche plus funk et plus groove au metal comme Robert Trujillo.

### Batterie
La batterie dans le metalcore découle à la fois du metal extrême et du punk hardcore. Une double pédale ou une double grosse caisse est nécessaire à l'interprétation du metalcore. Les batteries dans le metalcore possèdent une seconde grosse caisse, ou remplacée par une double pédale de grosse caisse, afin d'effectuer des roulements avec les deux pieds ou tout autre figure syncopée. La double grosse caisse permet d'éliminer certains frottements par rapport à la double pédale, ce qui permet une augmentation de la sensibilité et surtout de la vitesse maximale d'exécution. De plus, la double grosse caisse est souvent plus appréciée car elle permet une allure plus imposante, et massive du set de batterie. Cependant l'utilisation d'une double pédale permet un gain de place lors du transport du matériel, c'est pourquoi seuls les batteurs membres d'un groupe relativement connu, et de ce fait possédant des moyens nécessaires utilisent la double grosse caisse. Une batterie de metalcore peut comporter jusqu'à huit toms, trois bassdrum et un snare. La présence de nombreuses cymbales contribue à la grande taille du set : la plupart du temps, il y a un charleston, une ride, deux crash, un à deux chineses et une à deux splashs.
Le metalcore reprenait les techniques de jeu traditionnelles du metal en général. La double grosse caisse était devenu indispensable dans le metal à la naissance de genre comme le speed metal et elle est beaucoup utilisée au sein du metalcore. Elle se caractérise par le recours à une technique de jeu synchronisé des pieds dans laquelle les pulsations sont réparties alternativement sur deux pédales, permettant de créer des phrases rythmiques fulgurantes à la grosse caisse. Les blast beats qui consiste en une superposition de doubles croches effectuées aux pieds et aux mains à un tempo élevé (>150 bpm). Il repose sur la frappe alternative de la grosse caisse et de la cymbale d'une part et celle de la caisse claire en décalage des pieds d'autre part. L'effet obtenu donne ainsi une impression de mur de son. La dernière technique de blast mise au point est appelée gravity blast.
Cette technique permet d'avoir l'impression d'un roulement de caisse claire à la double croche. Le principe de cette technique est simple : frapper la caisse claire avec l'olive de la baguette, utiliser l'inertie pour frapper le cerclage avec le corps de la baguette et remonter légèrement la main pour utiliser de nouveau l'olive. Lors de l'emploi de cette technique, on dirait que le batteur « scie » à toute vitesse et la baguette semble former une portion de cercle ayant pour centre le point d'impact avec le cerclage. Il est également important de savoir (et de comprendre) que lorsque le tempo est très rapide (à partir de 200 bpm), on croit que c'est la caisse claire qui joue les temps. En effet, de manière générale, on porte plus d'attention au son de la caisse claire, qui est plus puissant, et non au son du charley ou de la ride, qui est plus « bref. » Mais c'est une erreur: la caisse claire est toujours en contre-temps. Sauf exception où certains batteurs, en fonction du morceau qu'ils jouent, jouent les temps sur la caisse claire, on appelle cela le skank beat. Mais le « véritable » blast beat se joue avec le premier et troisième temps sur le charley/ride en même temps que la grosse caisse, puis le deuxième et quatrième temps sur la caisse claire[réf. nécessaire].

### Voix

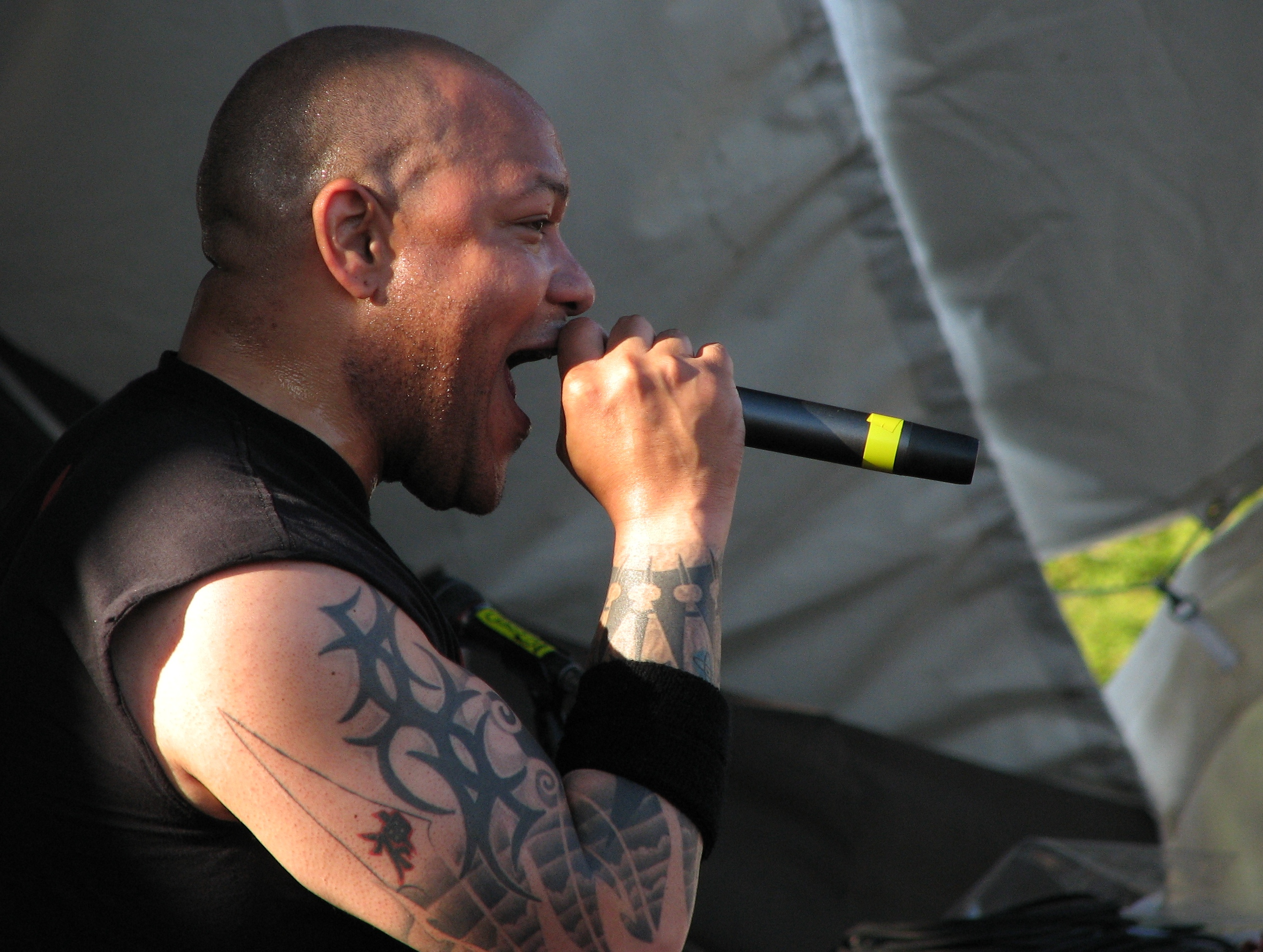
Howard Jones au Warped Tour en 2007.

Le metalcore utilise presque toujours le screaming, bien que de nombreux groupes de metalcore font parfois usage de chant clair. Les groupes de metalcore qui emploient des voix claires sont généralement placés dans le chœur ou dans le pont d'une chanson, des exemples notables de groupes qui font cela sont Bullet for My Valentine, All That Remains, The Devil Wears Prada, Killswitch Engage et As I Lay Dying. Il existe quelques groupes de metalcore comme August Burns Red, Unearth, et Texas in July qui refusent de faire usage de chants clairs dans leur musique[réf. nécessaire].
Le screaming devient d'abord une norme traditionnelle pour le genre au début des années 1990, dans laquelle les groupes Converge et Earth Crisis utilisent fréquemment ce style vocal. Quand le metalcore commence à gagner en popularité et à devenir plus influencé par le metal plutôt qu'inconditionnellement, les chanteurs tels que Tim Lambesis de As I Lay Dying commencent à employer le death grunt tandis que Matt Heafy de Trivium utilise un cri tonique à consonance faible plutôt que les cris les plus élevés du metalcore[réf. nécessaire]. Habituellement, les groupes de metalcore qui utilisent des voix claires ont un autre chanteur qui les exécute. Même s'il y a eu des groupes de metalcore dans lequel le chanteur alterne chant clair et chant hurlé. Des exemples de chanteurs qui utilisent cette technique sont M. Shadows de Avenged Sevenfold, Philip Labonte de All That Remains, Matt Heafy, Tyler « Telle » Smith de The Word Alive, Matt Tuck de Bullet for My Valentine, Jesse Leach de Killswitch Engage et Chris Cerulli de Motionless in White[réf. souhaitée].
Les groupes ayant émergé vers la fin des années 2000, ont tendance à plus exploiter la puissance du fry screaming, qui s'avère être plus facile à maîtriser que le death grunt, et pourtant tout aussi puissant à l'écoute.

### Structure
La section rythmique repose essentiellement sur une alternance entre le legato qui consiste à lier les notes successives de sorte qu'il n'y ait pas de silence entre elles, et le staccato dans lequel les notes des motifs et des phrases musicales doivent être exécutées avec des suspensions entre elles, il y a également l'utilisation d'une palm mute entre ces deux techniques. Beaucoup de nouveaux groupes qui jouent dans les genres du deathcore et du metalcore font un usage intensif de break, pour mettre ensuite l'accent sur la répartition et de lui donner une présence marquée. L'harmonique est fortement présente dans le metalcore, surtout dans les sections soliste. Certains groupes utilisent des claviers pour ajouter de l'ampleur à leur chanson(dont notamment les groupes The Devil Wears Prada et Motionless In White). Un claviériste est alors présent dans la formation.

### Thèmes et idéologie
Les groupes de metalcore émergent de la youth crew, une sous-culture du punk hardcore, avec de nombreux groupes qui adhèrent au straight edge (abstention de drogues et d'alcool), bien que Integrity soit une exception notable. Converge est marqué par leur attention sur les rapports personnels, l'angoisse et les échecs sentimentaux,. Dwid Hellion, leader de Integrity, préconise Holy Terror Church of Final Judgment, un système de croyance apocalyptique liée au gnosticisme et au catharisme. Plusieurs membres de groupe de metalcore sont chrétiens, y compris Zao, The Devil Wears Prada, As I Lay Dying, Killswitch Engage, August Burns Red, Texas in July, For Today, Oh, Sleeper, Wolves at the Gate, Underoath,, Norma Jean, ou Silent Planet . Architects (entre autres) sont eux végans et basent largement leurs textes sur le thème de l'écologie.